# Tamási járás
A Tamási járás Tolna vármegyéhez tartozó járás Magyarországon, amely 2013-ban jött létre. Székhelye Tamási. Területe 1 019,94 km², népessége 38 795 fő, népsűrűsége pedig 38 fő/km² volt 2013 elején. 2013. július 15-én három város (Tamási, Gyönk és Simontornya) és 29 község tartozott hozzá.
Tamási a járások 1983. évi megszüntetése előtt is mindvégig járási székhely volt az állandó járási székhelyek kijelölésétől (1886) kezdve. Kezdetben a mainál jóval nagyobb Dombóvári járás központja volt, mely 1895-ben vált ketté a székhelyük nevét viselő Dombóvári és a Tamási járásokra.

## Települései
| Település     | Rang (2013. július 15.) | Közös hivatal | Kistérség (2013. január 1.) | Népesség (2013. január 1.) | Terület (km²) |
| ------------- | ----------------------- | ------------- | --------------------------- | -------------------------- | ------------- |
| Tamási        | járásszékhely város     | Tamási        | Tamási                      | 8 345                      | 111,96        |
| Gyönk         | város                   | Gyönk         | Tamási                      | 2 091                      | 38,12         |
| Simontornya   | város                   |               | Tamási                      | 4 128                      | 33,83         |
| Hőgyész       | nagyközség              | Hőgyész       | Tamási                      | 2 904                      | 37,14         |
| Pincehely     | nagyközség              |               | Tamási                      | 2 288                      | 50,08         |
| Belecska      | község                  | Tolnanémedi   | Tamási                      | 388                        | 14,41         |
| Diósberény    | község                  | Regöly        | Tamási                      | 346                        | 17,75         |
| Dúzs          | község                  | Szakály       | Tamási                      | 258                        | 11,27         |
| Értény        | község                  | Tamási        | Tamási                      | 803                        | 29,95         |
| Felsőnyék     | község                  | Magyarkeszi   | Tamási                      | 1 029                      | 32,02         |
| Fürged        | község                  | Ozora         | Tamási                      | 726                        | 26,76         |
| Iregszemcse   | község                  |               | Tamási                      | 2 692                      | 58,33         |
| Kalaznó       | község                  | Hőgyész       | Tamási                      | 145                        | 18,35         |
| Keszőhidegkút | község                  | Regöly        | Tamási                      | 207                        | 10,33         |
| Kisszékely    | község                  | Tolnanémedi   | Tamási                      | 324                        | 28,3          |
| Koppányszántó | község                  | Tamási        | Tamási                      | 326                        | 22,55         |
| Magyarkeszi   | község                  | Magyarkeszi   | Tamási                      | 1 278                      | 38,16         |
| Miszla        | község                  | Gyönk         | Tamási                      | 292                        | 34,71         |
| Mucsi         | község                  | Szakály       | Tamási                      | 448                        | 24,76         |
| Nagykónyi     | község                  | Nagykónyi     | Tamási                      | 1 144                      | 47,88         |
| Nagyszékely   | község                  | Tolnanémedi   | Tamási                      | 401                        | 36,7          |
| Nagyszokoly   | község                  | Nagykónyi     | Tamási                      | 910                        | 27,99         |
| Ozora         | község                  | Ozora         | Tamási                      | 1 620                      | 59,55         |
| Pári          | község                  | Regöly        | Tamási                      | 631                        | 13,05         |
| Regöly        | község                  | Regöly        | Tamási                      | 1 175                      | 62,67         |
| Szakadát      | község                  | Gyönk         | Tamási                      | 227                        | 10,7          |
| Szakály       | község                  | Szakály       | Tamási                      | 1 387                      | 41,01         |
| Szárazd       | község                  | Regöly        | Tamási                      | 234                        | 7,79          |
| Tolnanémedi   | község                  | Tolnanémedi   | Tamási                      | 1 052                      | 21,95         |
| Udvari        | község                  | Gyönk         | Tamási                      | 357                        | 19,41         |
| Újireg        | község                  | Nagykónyi     | Tamási                      | 279                        | 10,9          |
| Varsád        | község                  | Gyönk         | Tamási                      | 360                        | 21,56         |